# Pherbellia philippii
Pherbellia philippii är en tvåvingeart som först beskrevs av Malloch 1933.  Pherbellia philippii ingår i släktet Pherbellia och familjen kärrflugor. Inga underarter finns listade i Catalogue of Life.